# Jakub z Rogoźna
Jakub z Rogoźna herbu Abdank (ur. przed 1388 r., zm. po 1 lutego 1423 r., a przed 7 kwietnia 1423 r.) – polski rycerz, ziemianin sieradzki, przedstawiciel rodu Awdańców podczas unii horodelskiej w 1413 roku.

## Życiorys
Od 14 września 1405 r. do 20 stycznia 1410 r. występował z tytułem łowczego, od 28 grudnia 1411 r. do 1 lutego 1423 r. z tytułem podkomorzego. W 1388 – razem z braćmi: Mikołajem, Piotrem, i Michałem, uzyskał od króla Władysława Jagiełły przywilej na lokację miasta Widawy. Jakub z ojcowizny otrzymał Rogoźno, gdzie znajdował się jego dwór. Zapewne posiadał także Dąbrowę Widawską. W skład jego majątku wchodziła także królewszczyzna Tyczyn.
W 1413 roku jako przedstawiciel rodu Awdańców był obecny podczas zawarcia unii w Horodle, wraz ze swoim bratem Piotrem z Widawy. Przycisnął swoją pieczęć do aktu horodelskiego.

### Życie prywatne
Żoną Jakuba była nieznana z imienia Siemkowska herbu Oksza. Ich dzieci to: Wichna, Elżbieta, Jan, Jadwiga, Jakub, Piotr i jeszcze jedna córka nieznana z imienia.

## Biografia
- Szymczakowa A., Szlachta sieradzka w XV wieku: Magnifici et generosi, Łódź 1998, s. 251-252.